# Piranhas (Alagoas)
Piranhas est une municipalité brésilienne dans l'État de l'Alagoas.